# Ectoneura hesperia
Ectoneura hesperia är en kackerlacksart som beskrevs av Morgan Hebard 1943. Ectoneura hesperia ingår i släktet Ectoneura och familjen småkackerlackor. Inga underarter finns listade i Catalogue of Life.